# Courtney W. Campbell
Courtney Warren Campbell (ur. 29 kwietnia 1895 w Chillicothe, zm. 22 grudnia 1971 w Dunedin) – amerykański polityk, członek Partii Demokratycznej.

## Działalność polityczna
W okresie od 3 stycznia 1951 do 3 stycznia 1953 przez jedną kadencję był przedstawicielem 1. okręgu wyborczego w stanie Floryda w Izbie Reprezentantów Stanów Zjednoczonych.